# Nguyễn Tấn Dũng
Nguyễn Tấn Dũng, född 17 november 1949 i Ca Mau, är en vietnamesisk politiker. Han var Vietnams premiärminister mellan 27 juni 2006 och 7 april 2016.
Han tillträdde som premiärminister efter att ha blivit nominerad av sin föregångare Phan Văn Khải och nationalförsamlingen. 2016 efterträddes han på posten som premiärminister av Nguyễn Xuân Phúc.
Nguyễn Tấn Dũng utbildade sig inom juridik och gick med i kommunistpartiet 1967. Han anses av omvärlden vara progressiv och har som förste vietnamesiske premiärminister besökt Vatikanen och träffat påven.
Redan 1961, när Dũng bara var 12 år, gick han med i FNL och tjänstgjorde till 1981 i den vietnamesiska armén vid staden Rach Gia i södra delen av landet som sjukvårdare och med tekniska frågor. Totalt skadades han fyra gånger under kriget.